# Estátua de Ka

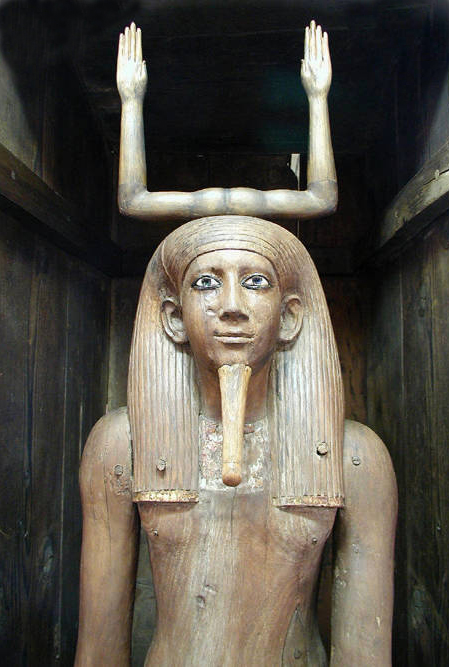
A estátua de ka, neste caso a do faraó Hor, fornecia um lugar físico para o ka se manifestar.

Uma estátua ka é um tipo de estátua egípcia antiga destinada a fornecer um local de descanso para o ka (força vital ou espírito) da pessoa após a morte. Os antigos egípcios acreditavam que o ka, juntamente com o corpo físico, o nome, o ba (personalidade ou alma) e o šwt (sombra), constituíam os cinco aspectos de uma pessoa.

## Design e construção
As estátuas Ka eram geralmente esculpidas em madeira ou pedra e, às vezes, pintadas à imagem do dono para reforçar a conexão espiritual e preservar a memória da pessoa para a eternidade. Muitas estátuas ka foram colocadas em uma capela mortuária construída para esse fim, ou nicho, que poderia ser coberto com inscrições apropriadas. Como a maioria das estátuas egípcias antigas, as estátuas ka exibem um frontalismo rígido, no qual o corpo fica voltado diretamente para a frente de maneira formal. Quer estejam sentados ou de pé, a sua postura reflecte a necessidade da estátua de “ver” o mundo real à sua frente e de se conformar com um padrão ideal de beleza e perfeição.
O hieróglifo que representa o ka é um par de braços erguidos. Às vezes, ele é representado no topo da cabeça da estátua para reforçar seu propósito pretendido.